# Juncus concinnus
Juncus concinnus  (лат.) — вид однодольных растений рода Ситник (Juncus) семейства Ситниковые (Juncaceae). Впервые описан британским ботаником Дэвидом Доном в 1825 году.

## Распространение и среда обитания
Известен из Китая (провинции Юньнань, Сычуань и Тибетский автономный район), Бутана, Индии (включая Сикким и историческую область Кашмир) и Непала. Типовой экземпляр собран в Юньнане.
Растёт в лесах на склонах, на влажных лугах, в оврагах.

## Ботаническое описание
Гемикриптофит. Многолетнее растение высотой 16—45 см.
Корневище каштанового цвета.
Стебель цилиндрический, диаметром до 1 мм.
Листья прикорневые (по 1—2 на растение) или стеблевые (по 1—3), линейные.
Соцветие терминальное, несёт 3—14 цветков. Цветки желтовато-белые; лепестки от ланцетовидных до продолговатых.
Плод — коробочка от треугольной до яйцевидной формы. Семена формой от яйцевидных до продолговатых, каштанового цвета, имеют придатки.
Цветёт в июле и августе, плодоносит в августе и сентябре.

## Синонимы
Синонимичные названия:
- Juncus albescens Satake nom. illeg.
- Juncus elegans Royle ex Sam.
- Juncus glomeratus K.F. Wu nom. illeg.
- Juncus lanpinguensis Novikov
- Juncus luteocarpus Satake
- Juncus meiguensis K.F. Wu
- Juncus yoskisukei Goel